# Sarcey (Haute-Marne)
Sarcey é uma comuna francesa na região administrativa de Grande Leste, no departamento de Haute-Marne. Estende-se por uma área de 7,22 km². Em 2010 a comuna tinha 114 habitantes (densidade: 15,8 hab./km²).